# Pfaffenschlag bei Waidhofen an der Thaya
Pfaffenschlag bei Waidhofen an der Thaya osztrák község Alsó-Ausztria Waidhofen an der Thaya-i járásában. 2018 januárjában 913 lakosa volt. Pfaffenschlag a leghosszabb nevű önkormányzat Ausztriában.  

## Elhelyezkedése

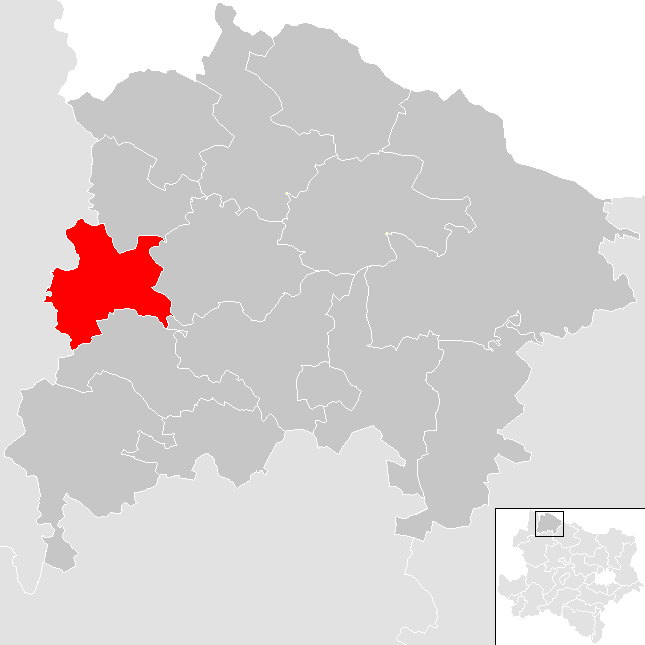
Pfaffenschlag bei Waidhofen an der Thaya a Waidhofen an der Thaya-i járásban

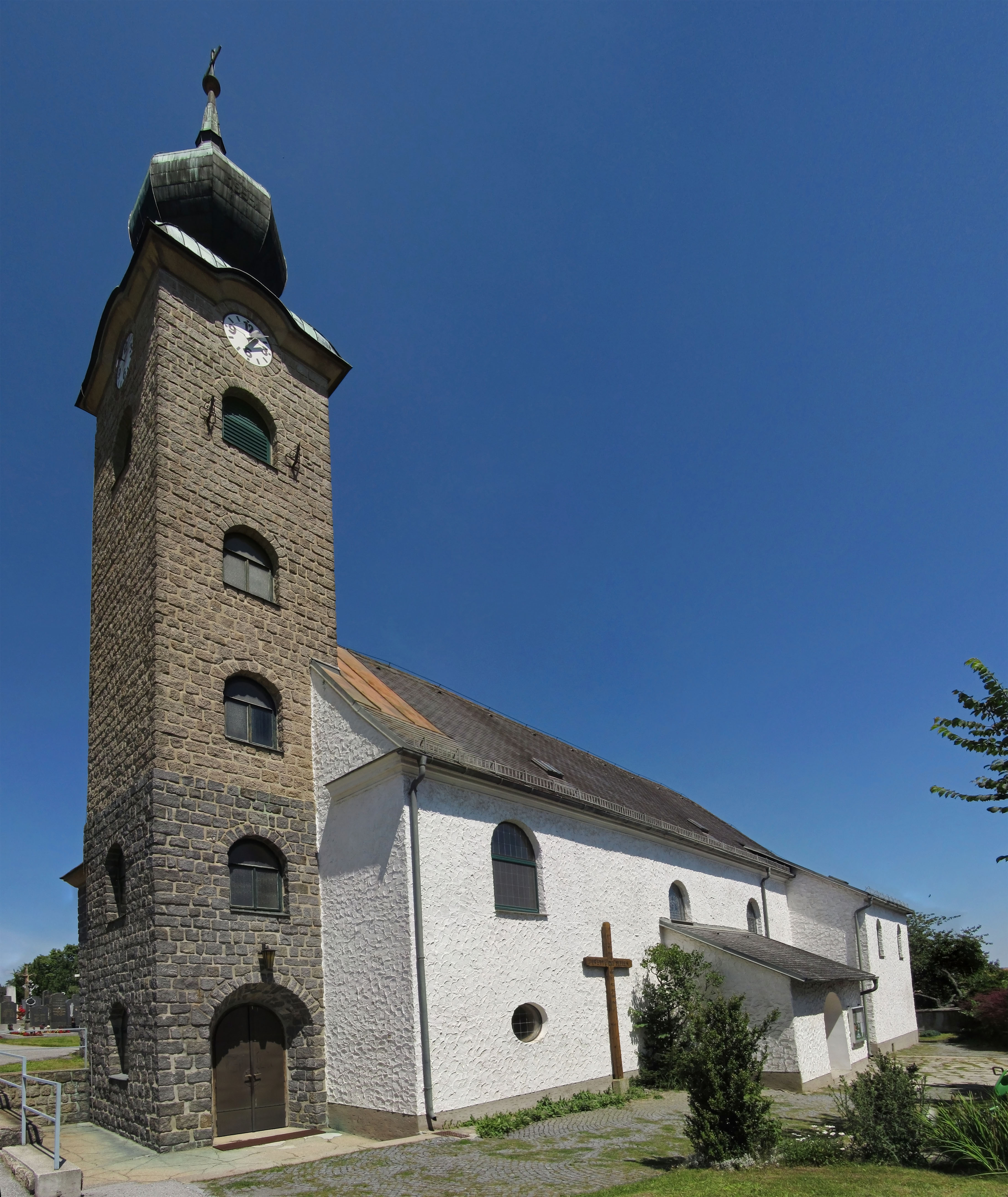
A Szt. Márton-plébániatemplom

Pfaffenschlag bei Waidhofen an der Thaya Alsó-Ausztria Erdőnegyedének (Waldviertel) északi részén fekszik. Legfontosabb állóvizei a Flohteich, a Hofteich, a Rohrbacher Teich és a Holzteich. Területének 36%-át erdő borítja. Az önkormányzat 8 településrészt és falut egyesít: Arnolz (71 lakos 2018-ban), Artolz (57), Eisenreichs (55), Großeberharts (83), Kleingöpfritz (114), Pfaffenschlag bei Waidhofen an der Thaya (398), Rohrbach (62), Schwarzenberg (73). A kataszteri közösségek Arnolz, Artolz, Eisenreichs, Großeberharts, Kleingöpfritz, Pfaffenschlag bei Waidhofen an der Thaya, Rohrbach és Schwarzenberg.
A környező önkormányzatok: északra Gastern, keletre Thaya, délkeletre Waidhofen an der Thaya, délre Waidhofen an der Thaya-Land, nyugatra Heidenreichstein, északnyugatra Eggern.

## Története
A Harthwaldban talált halomsírok egy történelem előtti település meglétére utalnak. A népvándorlás során szlávok költöztek a térségbe, majd a 12. században a német betelepítések miatt a lakosság etnikai összetétele megváltozott. A községhez tartozó települések közül Großeberhartsot 1112-ben, Rohrbachot 1365-ben, Arnolzot pedig 1230-ban említik először.

## Lakosság
A Pfaffenschlag bei Waidhofen an der Thaya-i önkormányzat területén 2018 januárjában 913 fő élt. A lakosságszám 1910 óta (akkor 1709 fő) folyamatosan csökken. 2016-ban a helybeliek 99,1%-a volt osztrák állampolgár; a külföldiek közül 0,2% a régi (2004 előtti), 0,3% az új EU-tagállamokból érkezett. 2001-ben a lakosok 96%-a római katolikusnak, 1,9% pedig felekezeten kívülinek vallotta magát.

## Látnivalók
- a Szt. Márton-plébániatemplom főoltára 1720-ban készült
- Kleingöpfritz 1783-as kápolnája
- Artolz 1874-es kápolnája
- a 18. századi "Zum Himmeltor" udvarház

## Fordítás
- Ez a szócikk részben vagy egészben  a   Pfaffenschlag bei Waidhofen an der Thaya című német Wikipédia-szócikk ezen változatának fordításán alapul.  Az eredeti cikk szerkesztőit annak laptörténete sorolja fel. Ez a jelzés csupán a megfogalmazás eredetét és a szerzői jogokat jelzi, nem szolgál a cikkben szereplő információk forrásmegjelöléseként.